# Svatopluk II
Svatopluk II o Svätopluk II (in latino Zentobolchus; 872 circa – dopo il 901) è stato un membro della dinastia mojmiride e principe di Moravia (forse di Nitra) dall'894 all'899, durante il quale si sforzò di preservare il controllo su tutta la Grande Moravia. Viene identificato talvolta con Svatopluk I figlio di Morot.

## Biografia
Svatopluk II era il secondogenito o terzogenito di Svatopluk I e nipote (secondo il cronista ungherese Simone di Kéza) di Morot, un principe polacco che aveva sottomesso i Brattari e governato come imperatore dei Bulgari e dei Moravi. Il principe Morot occupò Crișana e le comunità dei cosiddetti Calizi giunsero ad abitare quella terra. Il figlio di Morot, Svatopluk I, pare fu il padre del nipote del principe Morot, Menumorut.
Svatopluk I, secondo Regino di Prüm "uomo ritenuto più prudente del comune tra la sua gente e molto astuto per natura", morì nell'estate dell'894. Egli divise i suoi domini assegnandoli ai due figli Mojmír II e a Svatopluk II, che gli succedettero rispettivamente come rex della Grande Moravia e come principe del Principato di Nitra. Il secondo era subordinato al primo, essendo il signore della Grande Moravia in possesso anche del principato sotto forma di provincia. Svatopluk II si ribellò a Mojmír II nell'898 nel tentativo di assumere il controllo della Grande Moravia. Il loro conflitto culminò quando le truppe dei Franchi orientali intervennero nell'inverno dell'898/899. Mojmír batté le truppe e catturò l'ancora ribelle Svatopluk II, ma quest'ultimo fu infine salvato dalle truppe bavaresi, con le quali fuggì in Germania. Scoppiarono in seguito nuovi tumulti quando i Franchi orientali videro la Baviera invasa da combattenti della Grande Morava e di etnia magiara. I difensori, guidati da Ludovico il Fanciullo, dovettero concludere un trattato di pace con la Grande Moravia nel 901 e Svatopluk II si riconciliò in quella sede con suo fratello, che si presume tornò in patria nel medesimo periodo.
L'ulteriore tranquillo sviluppo fu impossibilitato dalle ripetute invasioni degli Ungari (902 e 904), che verso il 906 cancellarono definitivamente dalla mappa europea lo stato della Grande Moravia, anno in cui probabilmente morirono sia Mojmír II sia Svatopluk II. Quando infatti nel 907 ebbe luogo l'importante scontro tra i Magiari e l'esercito bavarese nella battaglia di Presburgo, non si fa menzione né di Mojmír né di Svatopluk II né di un altro successore.

### Fonti primarie
- (LA) Regino di Prüm, Chronicon cum continuatione Treverenst, 1978.

### Fonti secondarie
- (EN) Florin Curta, Southeastern Europe in the Middle Ages, 500-1250, Cambridge, Cambridge University Press, 2006, ISBN 978-0-511-81563-8.
- (EN) Stanislav J. Kirschbaum, A History of Slovakia: The Struggle for Survival, 2ª ed., Basingstoke, Macmillan, 2005, ISBN 978-03-33-62079-3.
- (EN) William M. Mahoney, The History of the Czech Republic and Slovakia, ABC-CLIO, 2011, ISBN 978-03-13-36305-4.
- (EN) Dušan Škvarna, Július Bartl, Viliam Čičaj e Mária Kohútova, Slovak History: Chronology & Lexicon, Wauconda, Bolchazy-Carducci Publishers, 2002, ISBN 978-08-65-16444-4.
- (EN) Anton Spiesz e Dusan Čaplovič, Illustrated Slovak History: A Struggle for Sovereignty in Central Europe, Bolchazy-Carducci Publishers, 2006, ISBN 978-0-86516-426-0.
- (EN) Ján Steinhübel, The Nitrian Principality: The Beginnings of Medieval Slovakia, BRILL, 2020, ISBN 978-90-04-43863-7.